# Giuseppe Lugo
Giuseppe Lugo (Sona (Vèneto), 18 de juny, 1899 - Milà (Llombardia), 18 de setembre, 1980), va ser un tenor i actor italià.

## Biografia
Giuseppe Lugo va néixer a Rosolotti di San Giorgio in Salici, un llogaret del municipi de Sona, prop de Verona, era fill de Pietro i Elvira Magalini, tots dos d'origen camperol. Havent perdut la seva mare, es va traslladar a Milà de molt jove, on es va guanyar la vida fent les feines més humils; Cridat a les armes durant la Primera Guerra Mundial, va lluitar fins al final del conflicte com a artiller. Després va emigrar a Bèlgica, a Charleroi, on a partir del 1920 va treballar en una mina de carbó. La seva veu, però, no es va veure afectada pels terribles fums, tant és així que Lugo, que sempre havia estat un apassionat del cant, es va permetre el luxe d'actuar en cafès amb amics. Va romandre bonic i ric en color, i recordava el de Beniamino Gigli. Un vespre, per casualitat, el va escoltar el mestre Léon Gaudier, director d'un cor local, del qual es va convertir en deixeble. Lugo finalment va descobrir que la seva veu podia ser el seu mitjà de vida. Va tornar a Milà el 1924, on, havent trobat feina com a acomodador a l'oficina d'impostos, va sol·licitar l'admissió al Conservatori, però no va ser acceptat perquè superava el límit d'edat; un empleat de Ricordi, havent-lo sentit cantar per casualitat, el va recomanar al mestre Raffaele Tenaglia, qui va acceptar donar-li classes gratuïtes de cant i música durant un parell d'anys. Sense feina, va tornar a Bèlgica, on va perfeccionar les seves habilitats amb Gaudier, i més tard es va casar amb la seva filla Suzanne el 30 de juny de 1934.
Va debutar, després de guanyar un concurs de cant, a l'Opéra-Comique de París el vespre del 6 d'octubre de 1931 amb el paper de Mario Cavaradossi a Tosca, signant un contracte de tres anys amb aquest teatre on el 1932 va ser Nadir a Les pêcheurs de perles. El 1933 al Grand Théâtre de Montecarlo va ser Nadir a Les pêcheurs de perles dirigida per Paul Paray.
Després de cantar com a tenor principal al Théâtre de la Monnaie de Brussel·les i de nou a l'Opéra-Comique de París durant diversos anys, Lugo va fer una aparició a la Royal Opera House de Londres el 26 de maig de 1936 en el paper de Cavaradossi i així va atreure l'atenció dels teatres d'òpera italians.
A partir d'aquell moment, la seva breu però fructífera carrera va tenir lloc essencialment a Itàlia, on ràpidament es va convertir en un dels tenors més destacats de l'escena operística nacional. Va cantar Mario Cavaradossi a Tosca amb Iva Pacetti, Luigi Montesanto i Melchiorre Luise al Teatro Comunale de Bolonya el desembre de 1936, el 1937 al Teatro Carignano de Torí amb Carlo Galeffi, a l'Arena de Verona dirigida per Vittorio Gui amb Gina Cigna i Mario Basiola i al Teatro Donizetti de Bèrgam dirigit per Armando La Rosa Parodi amb Cigna, Mariano Stabile (cantant) i Aristide Baracchi, a La Scala, al Teatro Verdi de Pisa, al Teatro Comunale de Mòdena, al Grande de Brescia i, sobretot, el 1939 a l'Arena de Verona, on va meravellar el públic amb una memorable interpretació del Duc de Màntua a Rigoletto dirigida per Franco Capuana amb Carlo Tagliabue i Margherita Carosio (les cròniques de l'època, de fet, parlen d'un esdeveniment veritablement d'época).
De nou l'any 1937 a Bolonya va ser Rodolfo a La bohème amb Mafalda Favero i Baracchi i Faust a Mefistofele amb Favero, Gabriella Gatti i Tancredi Pasero. El 1938 a La Scala va ser Nadir a Els pescadors de perles dirigit per Capuana amb Carosio, Rodolfo a La bohème amb Favero a l'Arena i a Parma amb Mario Rossi (director), a Bolonya fou Pinkerton a Madame Butterfly dirigit per Gino Marinuzzi (1882-1945) amb Licia Albanese i al Teatro dell'Opera de Roma Mario Cavaradossi a Tosca dirigit per Vincenzo Bellezza amb Pacetti i Stabile. De nou el 1939 al Parc del Valentino de Torí va ser Mario Cavaradossi a Tosca dirigida per Franco Ghione amb Maria Caniglia i Antenore Reali i a Bolonya dirigida per Antonino Votto. Calaf a Turandot amb Eva Turner i Albanese i el Duc de Màntua a Rigoletto amb Carosio.
Mentrestant, Lugo també havia participat en algunes pel·lícules. Va debutar a la gran pantalla el 1939 amb La mia canzone al vento de Guido Brignone (en la qual va cantar la famosíssima cançó homònima, que el va fer famós) i posteriorment va ser contractat per a altres pel·lícules, com ara Cantate con me! (1940) i Milions de milions, quina bogeria! (1942), dirigida de nou per Brignone, i Senza una donna d'Alfredo Guarini (1943), basada en un guió d'Achille Campanile.
Es va retirar dels escenaris després d'una última representació de Tosca al Teatro Manzoni de Pistoia el 1949 i es va dedicar durant molts anys a l'agricultura a la seva ciutat natal, vivint a Custoza a la casa originalment anomenada Villa Canossa i que va rebatejar com a Villa Vento, en honor de la cançó que li havia donat tanta popularitat. Lugo va morir a Milà el 18 de setembre de 1980.

## Filmografia
- La mia canzone al vento, dirigida per Guido Brignone (1939)
- Cantate con me!, dirigida per Guido Brignone (1940)
- Miliardi, che follia!, dirigida per Guido Brignone (1942)
- Senza una donna, dirigida per Alfredo Guarini (1943)
- Il tiranno del Garda, dirigida per Ignazio Ferronetti (1954)